# Leo Peelen
Leopoldus Eduardus Theoduris (Leo) Peelen (Arnhem, 16 juli 1968 – Apeldoorn, 24 maart 2017) was een Nederlands wielrenner.

## Jeugd
Hij behaalde zijn havo-diploma bij het Nederrijn College. Hij begon op de hts met de studie bouwkunde, maar maakt deze niet af. Op 10-jarige leeftijd begon Peelen met wielrennen bij Wielervereniging RETO in Arnhem.

## Loopbaan
In 1983 won hij zijn eerste Nederlands Kampioenschap bij het baanwielrennen bij de nieuwelingen op het onderdeel puntenkoers. Hij heeft bij de nieuwelingen en junioren criteriums en klassiekers gewonnen. Peelen werd tweemaal Nederlands Kampioen koppelkoers (één keer met Ralph Moorman en één keer met Thierry Detant). In 1988 won hij een zilveren medaille op de puntenkoers tijdens de Olympische Spelen in Seoel nadat hij zich geplaatst had met het ploegenachtervolgingsteam. In 1989 won hij brons op het WK in Lyon. 
| Logo van de Olympische Spelen | Goud | Zilver | Brons | Logo van de Olympische Spelen |
|                               | 0    | 1      | 0     |                               |

Peelen stopte met wielrennen omdat het niet te combineren was met een maatschappelijke carrière. Peelen was sinds 2006 actief voor diverse goede doelen: hij nam deel aan de eerste acht edities van Alpe d'HuZes en sinds 2012 beklom hij jaarlijks de Mont Ventoux met ALS-patiënt Jan van Hemert bij het evenement Tour du ALS.
Peelen bood als ervaringsdeskundige mentale begeleiding aan topsporters.

## Overlijden
Peelen overleed in de catacomben van Omnisport Apeldoorn. Hij had meegedaan aan een baanclinic en werd na afloop dood aangetroffen.